# ハロゲン化アルキル
ハロゲン化アルキル（ハロゲンかアルキル、英: alkyl halide）は一般式 R-X （R はアルキル基、X はハロゲン原子）で表される有機化合物群。アルカンが持つ水素が1個ハロゲンに置き換わった化合物。有機合成において、アルキル基を導入するための試剤として用いられる。アルキルハライド、ハロアルカン (haloalkane) などと呼ばれることもあるが、ハロアルカンはアルカンの2個～全部の水素がハロゲンに置き換わった場合も含む総称である。例えば、メタンCH4の4個の水素のうち1～4個がフッ素に置き換わったCH3F、CH2F2、CHF3、CF4はハロアルカンである（置き換わるハロゲンは同種である必要はなく、CH2ClFなども含む）。ハロゲン原子が直接接続している炭素原子の位置をα位、α位に隣接している炭素の位置をβ位という。また、α位に接続するアルキル基の数によって、それぞれ一級ハロゲン化アルキル、二級ハロゲン化アルキル、三級ハロゲン化アルキルと呼ばれる。
ハロゲン原子の種類により、フッ化アルキル (X = F, alkyl fluoride)、塩化アルキル (X = Cl, alkyl chloride)、臭化アルキル (X = Br, alkyl bromide)、ヨウ化アルキル（X = I, alkyl iodide) に分けられる。

## 合成

### アルコールから
アルコールのヒドロキシ基をハロゲンに置き換えることで合成される。ハロゲンの種類ごとに、用いられる試薬の例を示す。
{\displaystyle {\ce {R-OH -> R-X}}}
- X = F

三フッ化N,N-ジエチルアミノ硫黄 (DAST, N,N-diethylaminosulfur trifluoride) など
- X = Cl

塩化チオニル (SOCl2)、塩化スルフリル (SO2Cl2)、三塩化リン (PCl3)、五塩化リン (PCl5)、リン酸トリクロリド (POCl3)、塩化オキサリル ((CO)2Cl2) など
- X = Br

三臭化リン (PBr3)、五臭化リン(PBr5)、臭化水素 (HBr) など
- X = I

ヨウ化水素 (HI) など
アッペル反応も、アルコールをハロゲン化アルキルに変換する手法として用いられる。

### アルケンから
アルケンに対し、ハロゲン化水素 (HX) あるいはハロゲン分子 (X2) などの求電子剤を作用させると、求電子的付加反応によりハロゲン化できる。

### ハロゲン化物イオンの使用
あるハロゲン化アルキルに対し、他のハロゲンのアニオンを作用させると、求核置換反応によるハロゲン交換が起こる。この手法はフィンケルシュタイン反応 (Finkelstein reaction) と呼ばれる。フッ化物イオンは脱離反応を併発するなどの理由であまり用いられない。
{\displaystyle {\ce {R-X\ + Y^- -> R-Y\ + X^-}}}
X が脱離性の良い擬ハロゲン（トシラート、トリフラート、アジドなど）の場合も、ハロゲンに置き換えることができる。逆にハロゲン化アルキルのハロゲンを擬ハロゲンで置き換えることもできる。
ケトンやエポキシドにハロゲン化物イオンを作用させると、求核的付加反応によりハロヒドリンが得られる。

### ラジカル反応
N-ブロモスクシンイミド (NBS) を用いるウォール・チーグラー反応など、ラジカル的にハロゲン原子を導入する手法がある。アリル位やベンジル位の臭素化など、位置選択性に特徴がある例が多い。

### その他
カルボン酸の銀塩に臭素を作用させて臭化アルキルに変えるハンスディーカー反応が知られる。

## 反応
ハロゲン化アルキルには、各種アルキル化合物の原料として多くの反応が知られている。
- カルバニオンやシアン化物イオンに対して求電子剤としてはたらき、炭素-炭素結合を作る。ウルツ・フィッティッヒ反応、アセト酢酸エステル合成などの例がある。
- ヘテロ原子化合物のアルキル化剤としてはたらく。アルコールと塩基、あるいはアルコキシドと反応させるとエーテルが得られる（ウィリアムソン合成）。アミンやホスフィンのアルキル化剤としてはたらく。アルキルアミンへの変換については、ほかにガブリエル合成やアジ化物を経由する方法も知られる。チオラートやスルフィン酸塩と反応すると、スルフィドやスルホンとなる。チオ尿素やチオシアン酸塩の硫黄と結合させたのちに加水分解すると、チオールに変換される。
- β位に水素を持つハロゲン化アルキルは、塩基の作用により脱離反応を起こしアルケンとなる。
- ハロゲン化アルキルは、求核試薬の作用により求核置換反応を起こす。
- 金属マグネシウムと反応させるとグリニャール試薬ができる。ほか、低原子価の金属と反応してさまざまな有機金属化合物を与える。

ほか、ハロゲン化アルキルを基質とする人名反応には、ダルツェン反応、ファヴォルスキー転位、アルブーゾフ反応などが知られる。